# Préfontaines
Préfontaines – miejscowość i gmina we Francji, w Regionie Centralnym, w departamencie Loiret.
Według danych na rok 1990 gminę zamieszkiwały 382 osoby, a gęstość zaludnienia wynosiła 33 osoby/km² (wśród 1842 gmin Centre, Préfontaines plasuje się na 769. miejscu pod względem liczby ludności, natomiast pod względem powierzchni na miejscu 1062.).